# Concerto Sinfônico Legião Urbana - Rock in Rio
Concerto Sinfônico Legião Urbana - Rock in Rio é um álbum ao vivo de tributo à banda brasileira Legião Urbana, lançado em novembro de 2012, em CD e DVD em parceria com a MZA Music e Artplan Comunicação, com a distribuição da gravadora Sony Music.
Foi gravado no dia 29 de setembro de 2011 no Rock in Rio IV, por Dado Villa-Lobos e Marcelo Bonfá com a participação da Orquestra Sinfônica Brasileira e cinco convidados nos vocais: Dinho Ouro Preto (Capital Inicial), Herbert Vianna (Os Paralamas do Sucesso), Pitty, Rogério Flausino (Jota Quest) e Toni Platão.

## Faixas
1. Eduardo e Mônica / Faroeste Caboclo / Ainda É Cedo / Que País É Este / Há Tempos / Geração Coca-Cola (instrumental)
2. Tempo Perdido (Rogério Flausino)
3. Quase Sem Querer (Rogério Flausino)
4. Quando o Sol Bater na Janela do Seu Quarto (Toni Platão)
5. "Índios" (Pitty)
6. O Teatro dos Vampiros (Marcelo Bonfá)
7. Será (Herbert Vianna)
8. Por Enquanto (Dinho Ouro Preto)
9. Pais e Filhos (Dinho Ouro Preto, Herbert Vianna, Pitty, Rogério Flausino, Toni Platão)
10. Será (Dinho Ouro Preto, Herbert Vianna, Pitty, Rogério Flausino, Toni Platão)